# Centro Atlético Lito
Dernière mise à jour : 3 janvier 2011.
Le Centro Atlético Lito est un club de football uruguayen basé dans la ville de Montevideo. Il a été créé en 1917. Il n’est actif que dans les premières années du championnat uruguayen, époque à laquelle celui-ci est encore amateur. Il a compté dans ses rangs quelques-unes des stars du football uruguayen comme Héctor Castro, Pedro Cea ou José Nasazzi.

## Palmarès
- Championnat d’Uruguay deuxième division (Divisional Intermedia)
  - Champion en 1920